# Mames tuberoses
Les mames tuberoses o mamelles tuberoses son una malformació o deformació de les mamelles, que es presenta des del desenvolupament prepuberal. El teixit que cobreix la glàndula mamària pot presentar una rigidesa excessiva i que no perdi la seva capacitat d'expandir-se adequadament juntament amb el creixement progressiu de la glàndula mamaria, aquesta situació pot provocar que a mesura que la glàndula creix, quedi comprimida a la pell que no s'expandeix, i que tingui la tendència a herniar-se i sortir pel lloc amb menys resistència. Aquesta situació pot afectar una o ambdues mamelles.

## Denominació
Reben diverses denominacions:mamelles tubulars, mamelles tuberoses, mamelles constretes, mamelles caprines, hernia areolar, hipoplàsia del pol inferior... Però els cirurgians s'estimen més englobar-les sota el nom de "mamelles amb defecte a la base d'implantació".

## Etiologia
La mamella tuberosa és una malformació congènita, no hereditària necessàriament però sí amb una certa tendència a l'agrupament familiar. En una mateixa família pot haver-hi una sola dona amb mamelles tuberoses, o bé que diverses ho pateixin. Tot i ser una malformació de naixement, degut a les seves particularitats i a ser un òrgan que no es desenvolupa fins a la pubertat, no es pot saber si una nena la patirà fins que no inicia la seva vida reproductiva. Es tractaria, per tant, d'una malformació que es manifesta com una anomalia del desenvolupament.
Es produeix durant el desenvolupament mamari, la mamella creix a partir d'una base d'implantació, exactament a la seva arrel de creixement on s'uneixen al múscul pectoral, on hi ha un anell fibrós o banda de constricció, que és una mena de tendó que impedeix la seva expansió per tot el tòrax, ocupant el que seria el seu espai natural teòric. Aquest anell envolta el complex arèola-mugró, i delimita el seu creixement circular a una petita àrea toràcica a cada hemitòrax. En iniciar el seu desenvolupament, la mamella es troba estrangulada per aquest anell, pel que només pot créixer per dins d'aquest, adquirint una forma peculiar. El resultat final és que la mamella no es pot desenvolupar cap al pol inferior i, al tenir un punt de menor resistència a nivell de l'arèola, la glàndula en creixement s'hernia cap al complex arèola-mugró, donant com a resultat que l'aspecte final sigui el d'unes mamelles massa separades, amb un pol inferior curt i amb una forma tubular. A més, com aquestes mamelles només es poden desenvolupar en el seu aspecte central, solen tenir arèoles massa grans i dilatades.

## Fisiopatologia

### Anomalies anatòmiques
Les anomalies que es poden trobar a les mamelles tuberoses es poden concretar enː
- Anell de constricció a la baseː alteració de la base d'implantació de la mamella (que no té la forma arrodonida normal) i constricció del solc submamari, que sol trobar-se més elevat i ser més curt (la distància del solc submamari al mugró és menor del que es considera normal).

- Deformitats a la seva visió horitzontalː l'alteració de la dimensió horitzontal, és una mamella de base molt estreta.

- Deformitats a la seva visió verticalː alteració del creixement mamari, amb falta de desenvolupament dels quadrants inferiors, el que li dona un aspecte tubular i allargat a la mamella.

- Arèola granː arèoles excessivament grans o amb aspecte protruït.

- Anomalies del volum mamariː sent gran part de les mamelles petites, encara que també hi hagin casos de volum normal o augmentat.

- Asimetria mam̟àriaː està present en més de dos terços dels casos.

- Anomalia bilateralː les dues mamelles són generalment tuberoses i tots els graus poden estar associats.

### Alteracions associades
A més hi ha altres aspectes secundaris o associats que, amb certa freqüència formen part de les troballes clíniques en dones de mamelles tuberoses. Encara que no sempre es troben presents en la seva totalitat ni amb igual intensitat, hi ha molt de polimorfisme a la mamella tuberosa pel que cada dona tindrà la seva pròpia peculiaritat.
- Trets facialsː una d'elles es un tipus de cara, formada per ulls ametllats (àngul extern lleugerament més elevat que el intern), pestanyes prominents, celles separades, pell uniforme, poc pèl corporal, etc. En general solen ser dones duna gran bellesa canònica.

- Anomalies digitalsː igualment és comú trobar petites anomalies en la forma dels dits de les mans o dels peus. A la mà pot haver-hi un dit petit inclinat o més curt, desproporció entre el polze i la resta de dits, ungles curtes amb falanges distals desproporcionadament petites, rotacions, etc. Als dits dels peus apareixen sindactílies, anomalies de la grandària, peus plans, etc.

- Lipodistròfiaː una de les accepcions de lipodistròfia (literalment greix anormal) és un tipus d'acumulació de greix que no està destinat a acumular calories i que es troba present des de l'adolesc̟ència. Les dones amb mamelles tuberoses, freqüentment presenten un rodet de greix a nivell de la cintura lumbar, sense que necessàriament hagin de patir sobrepès.

- Pell uniformeː la pell de tot el cos és molt semblant, hi ha poques diferències entre cara, coll, tòrax, abdomen i cames

- Altres anomaliesː és molt freqüent que la mamella tuberosa estigui acompanyada d'altres petites anomalies anatòmiques als òrgans interns, sense que per això hagin de provocar símptomes o esdevenir un problema. Alguns exemples poden ser els bufs cardíacs funcionals benignes, alteracions en la forma renal i de les vies urogenitals, etc. A nivell metabòlic, i probablement per etiologia hepàtica, pot presentar una acceleració o un retard en els processos d'eliminació de fàrmacs.

## Classificació
La classificació de Grolleau i Col, divideix la mamella tuberosa en quatre quadrants i determina 3 graus de deformitatː
- Grau Iː

La mamella es troba atrofiada en el quadrant inferointern. Generalment, la deformitat és bilateral. Son mamelles grans i caigudes. L'arèola es troba desviada cap avall i endins, sent el volum de la mamella normal o hipertròfic.
- Grau IIː

Es caracteritza per la hipoplàsia dels quadrants inferiors. El complex aurèola-mugró es troba descendit i l'arèola sol ser extremadament gran. En aquests casos, l'arèola es troba desviada cap avall.
- Grau IIIː

Té les mateixes característiques que la de tipus II (falta de desenvolupament dels quadrants inferiors) però amb insuficient pell de l'arèola cap al solc submamari.
- Grau IVː

És el tipus més greu. Es troben afectats els quatre quadrants. La base mamària es troba atrofiada (tant en el seu eix horitzontal com vertical).

## Quadre clínic
Les mamelles tuberoses poden ser grans o, com és més habitual, petites i presenten una sèrie de característiquesː arèoles grans, herniació de la glàndula a través de l'arèola, solc submamari alt i estret.
El seu aspecte és d'unes mamelles massa separades, amb un pol inferior curt i amb una forma, en major o menor mesura, tubular. En molts casos hi ha un cert grau de caiguda i d'herniació de l'arèola amb un diàmetre excessiu d'aquesta. Funcionalment, la mamella tuberosa té la capacitat perfecta per portar a terme la lactància materna, i no té major incidència de malalties del pit o tumors.

### Efectes psicológics
Encara que només sigui una irregularitat estètica, les dones que pateixen de mamelles tuberoses en el seu grau més desenvolupat, pateixen alteracions importants en la seva estabilitat emocional, alterant la seva forma de relacionar-se, poden arribar a patir baixa autoestima, cosa que podria conduir a altres trastorns relacionats amb la salut mental.
En lloc d'estar avergonyides, moltes dones opten per la cirurgia plàstica per millorar el contorn del pit, aconseguir un pit d'aspecte més natural i millorar la seva autoestima.

## Tractament
Actualment l'únic tractament que existeix és el quirúrgic. Si es tracta d'una anomalia molt lleu es pot solucionar amb un implant, però en els casos més greus es procedeix a una remodelació glandular completa. En la majoria dels casos, el procediment finalitza amb la implantació d'una pròtesi.
Cal l'ingrés, i es dona d'alta l'endemà. La intervenció es porta a terme sota anestèsia general, romanent el pacient adormit durant aquesta. La durada dura entre 1.5 i 2,5 hores. El tractament a portar a terme varia depenent de la classificació i de la gravetat de la deformitat i inclou procediments comː reconstrucció glandular, mamoplàstia, mastopèxia o una combinació d'ambdues.

### Intervenció quirúrgica.
- Incisió periareolar que permet la remodelació de l'arèola, l'accés a la glàndula i la seva remodelació. Les sutures es col·loquen al voltant de l'arèola en la majoria dels casos. En els casos de mamelles grans, es col·loquen en una línia vertical cap avall des de l'arèola i al llarg del solc sota la mama, realitzant-se una T invertida. El procés no sol precisar pròtesi.
- Alliberament de la zona submamària per recol·locar la mamella en el seu lloc i aconseguir el descens del solc submamari al seu nivell normal.
- Redistribució del volum glandular, per mitjà de penjolls glandulars als quadrants deficients, el que variarà segons el grau de malformació.

En els graus II y III el volum és deficient en diferent grau; en aquests casos es precisa la remodelació de l'arèola i de la glàndula, així com la col·locació d'una pròtesi per augmentar el seu volum.

### Post-operatori
Després de la cirurgia de mames tuberoses, és normal sentir fatiga durant uns dies. Es podrà fer vida gairebé normal cap a les 24-48 hores.